# 第三国立銀行

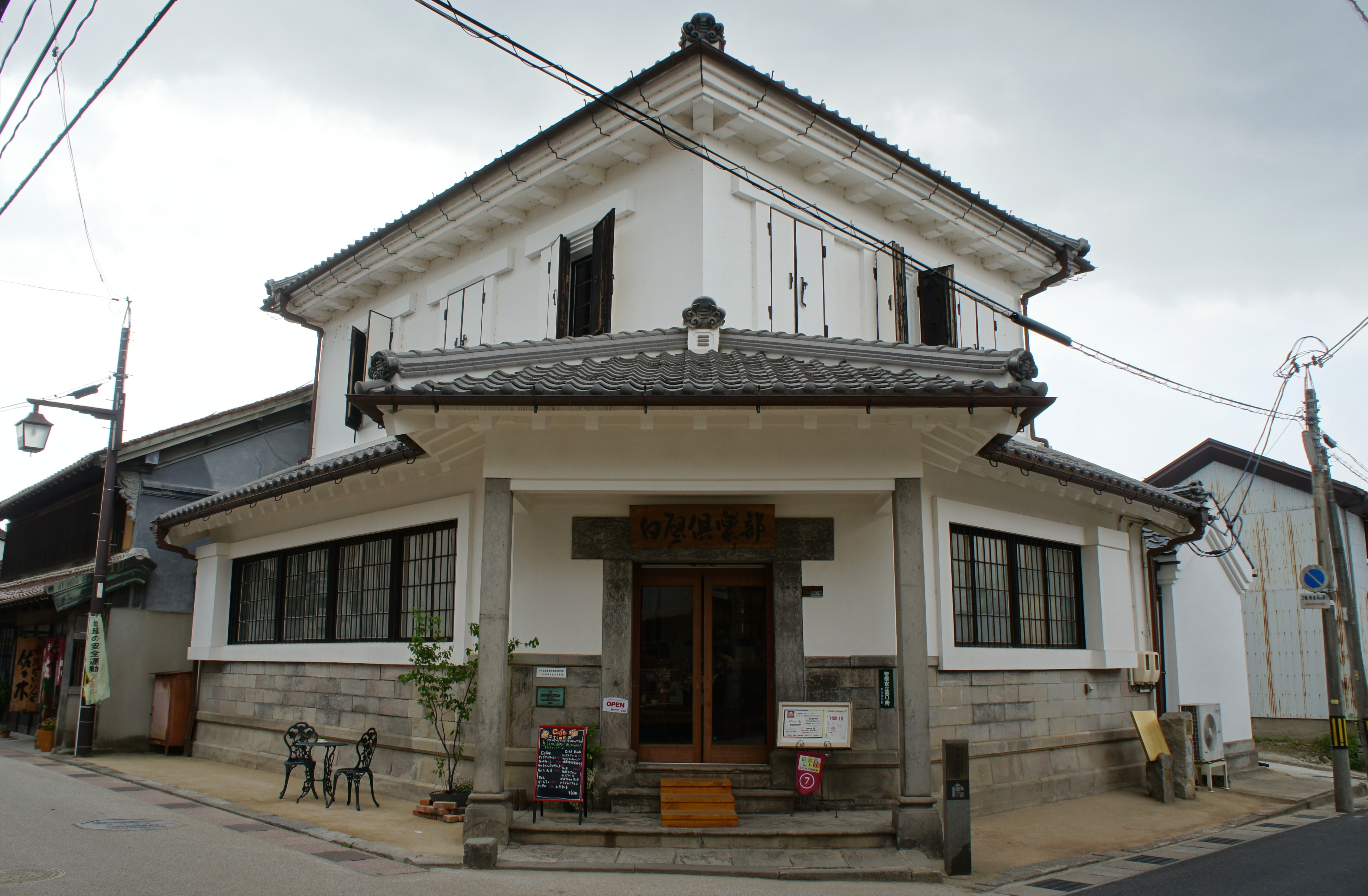
旧第三国立銀行倉吉支店（現・倉吉大店会）

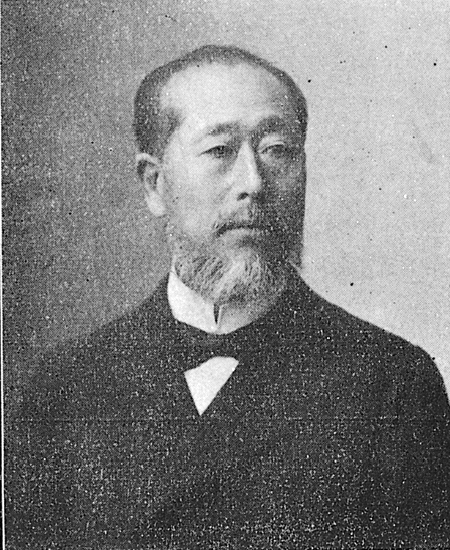
初代頭取安田善次郎

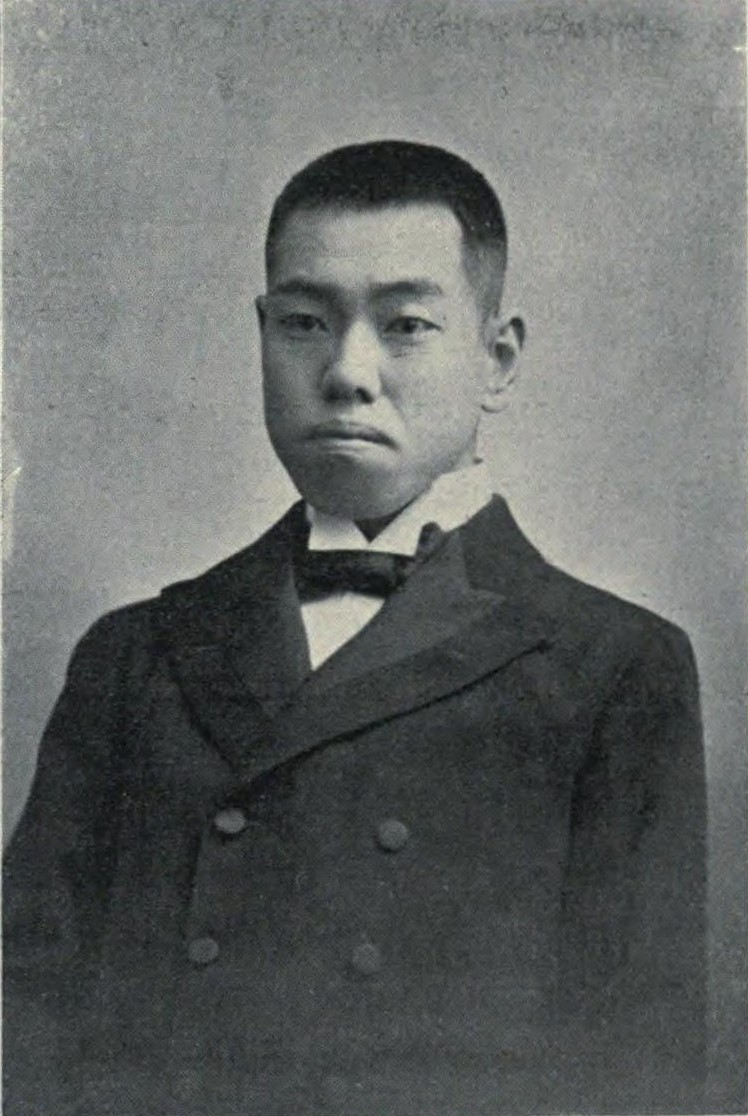
頭取を務めた安田善三郎

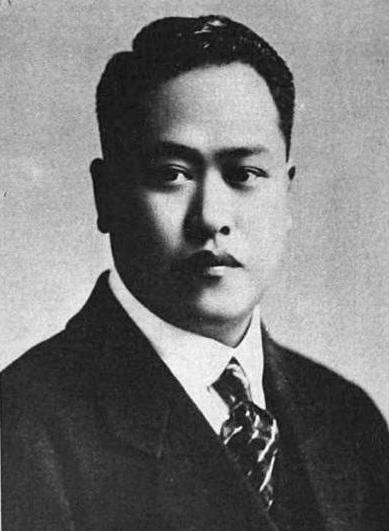
頭取を務めた安田善雄

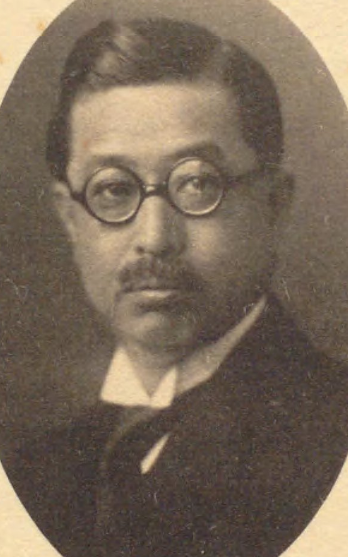
最後の頭取を務めた2代目安田善次郎

第三国立銀行（だいさんこくりつぎんこう）は、明治期の銀行の一つ。
この項では国立銀行満期後の同行が改称した第三銀行についてもここで記述する。

## 概要
1876年（明治9年）に東京で設立され、その後合併等により、みずほ銀行の源流の一つ安田銀行の前身となる。免許を受けたものの開業に至らなかった大阪の第三国立銀行の免許を譲り受けて東京で設立された。その後、同行は1923年（大正12年）11月保善銀行に吸収合併された。

## 第三国立銀行（大阪）
渋沢栄一の第一国立銀行設立を受け、各地で銀行設立の機運が高まり、大阪にも設立しようと、徳島県人数名が鴻池善右衛門（1841年（天保12年） - 1920年（大正9年））・広岡久右衛門ら豪商を勧誘して1873年（明治6年）4月に出願し、政府の認可を受けた。
しかしながら、発起人内の意見対立で開業に至らなかった。払込資本金40万円。本来なら第一から第五までが揃うはずだったが、当時開業したのは本行を除く第一・第二・第四・第五の4行だった。

## 沿革
- 1876年（明治9年） - 国立銀行条例に基づき第三国立銀行として設立
- 1884年（明治17年） - 第四十四国立銀行を合併
- 1896年（明治29年） - 国立銀行満期に伴い第三銀行と改称
- 1897年（明治30年） - 第八十二銀行[3]を合併[4]
- 1923年（大正12年） - 保善銀行に吸収合併され、同時に同行は安田銀行と改称[5]

## その他
- 戦後の話であり同行と直接は関係ないが、後身である富士銀行の金融機関コードは0003であった。
- 11行大合同直前の1923年（大正12年）9月まで、（旧）安田銀行本店と同所にあった。
- 営業店としての当行の本店であった安田銀行小舟町支店は、富士銀行小舟町支店を経て、みずほ銀行になった現在でもみずほ銀行小舟町支店として現存する。
- 11行大合同直前の出店状況は、東京府 3、神奈川県 2、大阪府 6、鳥取県 4、島根県 3、北海道 1であった。このうち、島根県松江市の支店建物は、かげやま呉服店として21世紀も使用されている[6]。